# جوليان جاكسون (ملاكم)
جوليان جاكسون (بالإنجليزية: Julian Jackson) مواليد 12 سبتمبر 1960 في الجزر العذراء الأمريكية، هو ملاكم أمريكي يصنف ضمن فئة الوزن المتوسط.

## إحصائيات
خاض خلال مسيرته 61 نزالا، فاز في 55 وخسر في 6. فاز بالضربة القاضية في 49 نزالا.

## روابط خارجية
- جوليان جاكسون على موقع بوكس ريك (الإنجليزية) (registration required)
- جوليان جاكسون على موقع قاعة فلوريدا للمشاهير الرياضية (الإنجليزية)